# Гринд (компьютерные игры)
Гринд (англ. grind, grinding, с англ. — «молоть») — в компьютерных играх повторяющиеся и связанные с небольшим риском действия игроков, направленные на получение внутриигровой выгоды. Например, игроки могут неоднократно посещать локации со слабыми противниками и уничтожать их, и за счёт этого постепенно совершенствовать своего персонажа. Игра характеризуется этим понятием тогда, когда в ней гринд является оптимальной стратегией поведения.

## Описание
По мере того, как игроки получают очки опыта и тем самым улучшают характеристики игрового персонажа, их прогресс во времени замедляется. Если эта скорость изменений станет слишком медленной, то начинает проявляться эффект под названием «гринд», когда для получения очередного усовершенствования нужно получить ещё больше очков опыта, что, в свою очередь, требует ещё большего числа действий, становящихся повторяющимися. По мере проявления этого эффекта мотивация игрока изменяется от «какой я могу сделать лучший ход?» до «что я могу ещё сделать такого для того, чтобы что-то получить в игровом мире?».
Гринд зачастую известен как явление в массовых онлайн играх, где игроки могут заниматься уничтожением большого числа слабых противников для того, чтобы получить очки опыта и улучшить характеристики своего персонажа. Одним из признаков проявления гринда является то, что способы прогресса в игре сужаются до небольшого числа вариантов поведения. Например, в какой-то момент игрок может обнаружить, что доступные квесты закончились, и всё, что он может делать, это уничтожать слабых врагов, и это в будущем позволит ему попасть в новые локации. Таким образом, игрок знает, как ему нужно достичь цели, но для этого ему нужно выполнить большое количество монотонных и повторяющихся действий.
В общем же случае, определение понятия гринда может отличаться как в зависимости от жанра, так и от трактовки игрока. Наиболее ярким примером является описанное выше поведение в ролевых играх. В качестве другого примера может упоминаться гринд навыка (англ. skill grinding), когда от игрока требуется точное выполнение определённых действий, и ему необходимо потратить много времени для того, чтобы их выполнить. Здесь примерами выступают игры Super Meat Boy, 1001 Spikes и Cuphead.

## В проектировании игр
Часто при разработке игр гринд используют как искусственный способ продления игрового процесса, но такое решение может приводить к тому, что игроки будут чувствовать, что они тратят за игрой своё время. Для того, чтобы уменьшить подобный эффект, могут быть использованы следующие способы:
- Если контент игры более однообразный, то действия начинают ощущаться более повторяющимися. Можно увеличить разнообразие игрового мира.
- Игроки могут чувствовать, что у них не получается совершенствоваться из-за недостатка навыков или денег. Для решения можно сделать возрастание сложности более плавным, нежели резким.
- Предоставление игрокам больше свободы. Методом является исключение из игры целей, заранее предопределённых разработчиком игры.
- Более частое предоставление наград. Зачастую гринд появляется как ответ на монетизацию[англ.], и, если у игроков есть альтернативные цели, то они могут переключить свои действия на них и тем самым уменьшить ощущение гринда.
- Превращение результатов гринда в особые награды. То есть, оформить результаты повторяющихся действий в достижения или в предоставление особого статуса игрокам.
- Уменьшить число повторяющихся действий: сконцентрироваться на тех аспектах, которые приносят бо́льшую играбельность. Другими словами, если чувствуется, что что-то часто повторяется или скучно, то нужно убрать это из создаваемой игры.

Для определения проблемных мест разработчики могут анализировать поведение игроков и определять слабые места. Например заметить, что в определённых локациях игроки чаще покидают игру. И в дальнейшем можно для решения проблемных эпизодов добавить больше возможностей или вариантов прохождения. Подобным способом является контроль добавления нового контента и необходимого для этого времени игрока. Если этот контроль выполнен хорошо, то игрок во время прохождения будет достаточно мотивирован на то, чтобы стараться получить что-то новое. Для ролевых игр здесь выступает достаточное количество квестов и баланс характеристик врагов, которые становятся сильнее, и при этом игрок должен иметь возможность их побеждать без лишних усилий гринда. Здесь примером может выступить Diablo 3, где появляющиеся противники подстраиваются под уровень развития персонажа игрока. При таком решении потенциальной проблемой является ситуация, если игрок неэффективно совершенствовал своего персонажа и тот оказался на этом уровне развития слабее, чем в среднем ожидал этого разработчик.
Для увеличения разнообразия игра может проектироваться таким образом, чтобы у игроков было несколько способов для осуществления прогресса. То есть, если игрок не может или не хочет проходить игру одним способом, то игра позволяет ему делать это другим. Так, накопление опыта персонажем приводит к его совершенствованию, но это имеет свои пределы. В то же время, игрок может альтернативно найти особенную вещь, которая изменит характеристики персонажа или предоставит новые возможности. Для повышения разнообразия разработчики могут включить в игру создание новых вещей, когда множество маловостребованных предметов можно преобразовать в другой предмет с целевыми для игрока характеристиками. Аналогично может быть добавлено усовершенствование предметов через использование других вещей, а также выпадание случайных новых предметов (например, из побеждённых врагов), которые могут обладать особенными свойствами.
Для того, чтобы удерживать игрока, разработчики могут скрывать гринд-активности и растягивать их во времени. К таким способам могут быть отнесены ежедневные события, когда например игрок получает задание один раз в сутки и за его выполнение ему предоставляется награда.
Гринд может использоваться в модели игр free-to-play: игра бесплатна для скачивания, но если игрок хочет ускорить прогресс и уйти от гринда, то он оплачивает его. Например, такая модель используется в играх Smurf Village, The Simpsons: Tapped Out, Ville, играх Zynga. Другим способом монетизации с использованием гринда является проектирование игрового мира таким образом, чтобы в начале у игрока была доступна часть мира для гринда и совершенствования персонажа, но остальной мир был более опасным и не дающим выжить продолжительное время. В этих условиях игрок либо теряет время на гринд, либо приобретает внутриигровые ресурсы для ускорения исследования мира.